# Ashitaka (Vulkan)
Der Ashitaka (japanisch 愛鷹山 Ashitaka-yama, historisch auch: 足高山), in Kunrei-Transkription Asitaka, ist ein Schichtvulkan im Osten der japanischen Präfektur Shizuoka. Er bildet die Grenze der Gemeinden Fuji, Numazu, Nagaizumi und Susono.
Der höchste Gipfel ist der Echizen-dake (越前岳) mit 1504,2 m, während der namensgebende zentrale Gipfel Ashitake-yama, 4,5 km südöstlich davon, nur eine Höhe von 1187,5 m hat.
Die letzten Ausbrüche fanden etwa vor 100.000 bis 400.000 Jahren statt. Er befindet sich innerhalb einer Subduktionszone. Der Vulkan hat mehrere Gipfel.